# Horní ochozy
Horní ochozy je vrch nacházející se poblíže obce Němčičky, směrem na Kobylí. Je vysoký 327 m nad mořskou hladinou. Kopec je součástí Němčičské vrchoviny (Ždánický les). Na jeho svazích se nachází chráněná území Jesličky, Nosperk a Zázmoníky.

## Okolí
Na sever, v místech mezi Horními ochozy, Ochozy a Kuntinovem, se rozkládá Panský les, zbylé světové strany jsou pokryty vinohrady. Na jih od Horních ochozů se vypíná rozhledna Kraví hora.